# Clematis cruttwellii
Clematis cruttwellii är en ranunkelväxtart som beskrevs av Hansjörg Eichler och Wen Tsai Wang. Clematis cruttwellii ingår i släktet klematisar, och familjen ranunkelväxter. Inga underarter finns listade i Catalogue of Life.